# Wilbur Park
Wilbur Park és una població dels Estats Units a l'estat de Missouri. Segons el cens del 2000 tenia 475 habitants.

## Demografia
Segons el cens del 2000, Wilbur Park tenia 475 habitants, 207 habitatges, i 140 famílies. La densitat de població era de 3.056,6 habitants per km².
Dels 207 habitatges en un 28% hi vivien nens de menys de 18 anys, en un 50,7% hi vivien parelles casades, en un 14% dones solteres, i en un 31,9% no eren unitats familiars. En el 29% dels habitatges hi vivien persones soles el 14% de les quals corresponia a persones de 65 anys o més que vivien soles. El nombre mitjà de persones vivint en cada habitatge era de 2,29 i el nombre mitjà de persones que vivien en cada família era de 2,81.
Per edats la població es repartia de la següent manera: un 20,4% tenia menys de 18 anys, un 5,3% entre 18 i 24, un 33,7% entre 25 i 44, un 19,2% de 45 a 60 i un 21,5% 65 anys o més.
L'edat mediana era de 39 anys. Per cada 100 dones de 18 o més anys hi havia 75 homes.
La renda mediana per habitatge era de 44.167 $ i la renda mediana per família de 49.583 $. Els homes tenien una renda mediana de 38.750 $ mentre que les dones 32.500 $. La renda per capita de la població era de 18.263 $. Entorn del 4,2% de les famílies i el 4,2% de la població estaven per davall del llindar de pobresa.

## Poblacions més properes
El següent diagrama mostra les poblacions més properes.